# 北信越地方

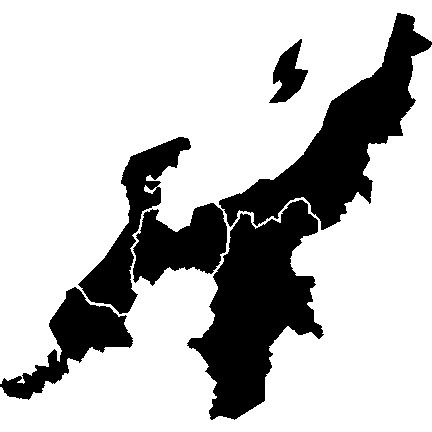
北信越地方。北には日本海、南には陸地がある。

北信越地方（ほくしんえつちほう）は日本の中部地方のうち、北陸3県（富山県・石川県・福井県）と信越地方（長野県・新潟県）を合わせた地域である。北陸信越地方（ほくりくしんえつちほう）ともいう。

## 地方区分の特徴
中部地方9県のうち、東海地方の3県（愛知県・岐阜県・静岡県）と首都圏の一部である山梨県を除いた地域が該当する。北陸新幹線が通る。
全国を地域分けした際にバランスを取るため形成されることが多い。特にスポーツ競技の地方予選大会についてその傾向が強く、学生組織や各種学会など、大学に関連した分野で一地域として括られる例も多く見られる。自然地理や気象（天気予報の予報区）などには使用されない。

## 地方名称の使用例
北信越、北陸信越が行政や国政選挙、スポーツ競技の地方予選大会などで、地方（地域）区分や名称として使用される場合は、具体例として次のようなものがある。
北信越の名称を使用する場合
- 国民体育大会 北信越ブロック大会
- 高校野球春季・秋季北信越大会
  - センバツ高校野球の出場枠の北信越ブロック
- 高体連加盟競技の北信越大会
- 中総体開催競技の北信越大会
- サッカー地域リーグの北信越フットボールリーグ、北信越クラブユースサッカー連盟
- 学生スポーツ競技・囲碁・将棋における地域区分

北信越学生陸上競技連盟、北信越学生バスケットボール連盟、北信越学生弓道連盟、北信越学生アーチェリー連盟、北信越学生囲碁連盟、北信越学生将棋連盟など
- 日本雪氷学会 北信越支部
- 北信越地区 高等学校PTA連合会
- 北信越 市長会
- JMLA日本医学図書館協会 北信越地区部会

北陸信越の名称を使用する場合
- 公益社団法人日本青年会議所 北陸信越地区協議会（サイト）
- 衆議院議員総選挙比例北陸信越ブロック（参考）
- 日本金属学会 北陸信越支部
- 日本鉄鋼協会 北陸信越支部
- 日本伝熱学会 北陸信越支部
- 日本機械学会 北陸信越支部
- 精密工学会 北陸信越支部
- 応用物理学会 北陸信越支部
- 北陸信越 薬剤師大会
- 北陸信越 薬剤師学術大会

信越北陸の名称を使用する場合
- 日本音楽療法学会 信越北陸支部

北信越・北陸信越の名称を使用するが、範囲が異なる場合
福井県を含む管轄
- 国土交通省の北陸地方整備局 - 福井県に関しては敦賀港湾事務所 のみを管轄。大半は近畿地方整備局の管轄下。

北陸2県（福井県を含まない）と信越管轄
- 国土交通省の北陸信越運輸局
- 独立行政法人・自動車検査法人の北陸信越検査部

他地域名と並記された名称を使用する場合
- 日本歯科衛生士会 北信越・中部地区

## 越県合併による地域の移動
越県合併で福井県石徹白村と長野県山口村が岐阜県の市町村に合併したため、旧2村の村域は北信越地方から東海地方に移動している。